# Uzbekistan Airways
Uzbekistan Airways er det nationale, statsejede flyselskab fra Usbekistan. Selskabet har hub og hovedkontor på Tashkent International Airport i landets hovedstad Tasjkent. Det blev etableret i januar 1992.

## Historie
Efter opløsningen af Sovjetunionen gav den usbekiske præsident Islom Karimov i 1992 besked om at der skulle dannes et nationalt nationalt flyselskab, på baggrund af Aeroflots afdeling i landet. Uzbekistan Airways blev dannet med det formål at modernisere og udvikle landets lufthavne og anden infrastruktur. Selskabet havde sin første flyvning fra Tashkent til London.
Selskabet fløj i maj 2012 ruteflyvninger til omkring 50 destinationer i Asien, Europa og USA. Flyflåden bestod af 31 fly med en gennemsnitsalder på 9.1 år. Heraf var der blandt andet ti Airbus A320-200, seks Boeing 757, samt syv eksemplarer af Boeing 767-300ER med plads til 264 passagerer som de største fly i flåden. Uzbekistan Airways opererede to fly for regeringen i Usbekistan.